# باول فنسنت دونوفان
باول فنسنت دونوفان (بالإنجليزية: Paul Vincent Donovan)‏ هو كاهن كاثوليكي أمريكي، ولد في 1 سبتمبر 1924 في برنارد في الولايات المتحدة، وتوفي في 27 أبريل 2011 في بلدة وايلاند في الولايات المتحدة.